# Jaźń subiektywna
Jaźń subiektywna w socjologii, psychologii i fenomenologii jest to część jaźni, która jest odpowiedzialna za subiektywne postrzeganie jednostki przez samą siebie i przeciwstawiona jest jaźni odzwierciedlonej. W niektórych założeniach jaźń subiektywna utożsamiana jest z pojęciem ego jako elementu wyodrębnianego w triadzie id – ego – superego.